# Чукич, Деян
Деян Чукич (хорв. Dejan Čukić; род. 25 ноября 1966 года, Беране, Черногория, Югославия) — датский актёр, режиссёр и сценарист сербского происхождения.

## Карьера
В 1993 году Деян Чукич закончил Датскую национальную театральную школу. До карьеры в кино, которая началась для актёра в 1995 году, Деян играл роли в нескольких театрах в Дании. Его можно отметить по таким фильмам, как: «В Китае едят собак», «Ловушка» и «Шальные деньги».

## Личная жизнь
В 1994 году от Карины Хольм у Деяна Чукича родилась дочь София. Чукич живёт в Нёрребро.

## Избранная фильмография
| Год  |   | Русское название                   | Оригинальное название               | Роль                           |
| ---- | - | ---------------------------------- | ----------------------------------- | ------------------------------ |
| 1995 | ф | Операция «Кобра»                   | Operation Cobra                     | Зак                            |
| 1999 | ф | В Китае едят собак                 | I Kina Spiser de Hunde              | Арвид                          |
| 2004 | ф | Угроза                             | Hotet                               | Ясек                           |
| 2005 | ф | Поломка                            | Opbrud                              | Густав                         |
| 2006 | ф | Ловушка                            | Klopka                              | Петар Ивкович                  |
| 2007 | ф | История чужой любви                | Kærlighed på film                   | Франк                          |
| 2007 | ф | Дэйзи Бриллиант                    | Daisy Diamond                       | Беттина                        |
| 2009 | ф | Симон и Малу                       | Simon & Malou                       | Симон                          |
| 2010 | ф | Шальные деньги                     | Snabba cash                         | Радован                        |
| 2011 | ф | Борджиа                            | Borgia: Faith and Fear              | кардинал Джулиано делла Ровере |
| 2012 | ф | Шальные деньги: Стокгольмский нуар | Snabba cash II                      | Радован                        |
| 2013 | ф | Шальные деньги: Роскошная жизнь    | Snabba cash - Livet deluxe          | Радован                        |
| 2013 | ф | По кругу                           | Кругови / Krugovi                   | муж Нады                       |
| 2013 | ф | Стокгольмские истории              | Stockholm Stories                   | Густав                         |
| 2019 | ф | Пробуждающая совесть 2: Дар змеи   | Skammerens datter II: Slangens gave | Сесуан                         |